# Texaský masakr motorovou pilou (film, 1974)
Texaský masakr motorovou pilou (anglicky The Texas Chain Saw Massacre) je americký kultovní hororový film z roku 1974, který natočil Tobe Hooper. Sleduje osudy skupiny přátel, kteří se stanou během své cesty na rodinnou usedlost v Texasu oběťmi rodiny kanibalů. Ačkoli byl snímek prezentován jako příběh vycházející ze skutečné události, jeho zápletka je zcela fiktivní, pouze postava Leatherface a několik detailů vycházelo ze skutečných vražd sériového vraha Eda Geina.
Režisér Tobe Hooper natočil film za méně než 300 000 dolarů a použil relativně neznámé herce z centrálního Texasu, kde se film natáčel. Od své premiéry 1. října 1974 byl film zakázán v několika zemích a kvůli stížnostem na jeho násilný obsah jej přestaly promítat některé biografy. Snímek byl vysoce výdělečný, v USA vykázal zisk 30 000 000 dolarů přesahující náklady více než stonásobně. Stal se zároveň jedním z nejvlivnějších filmů v hororovém žánru, implementoval do něj některé nové elementy (které se posléze staly běžnými v podžánru zvaném slasher), např. použití elektrického nářadí jako vražedné zbraně či charakteristická hřmotná postava vraha se zakrytou tváří. Vysoká popularita tohoto filmového počinu přispěla k řadě pokračování, vznikly filmové sequely a remaky a také komiksy či videohry.

## Herecké obsazení
| Marilyn Burns   | Sally Hardesty, sestra Franklina         |
| Paul A. Partain | Franklin Hardesty, bratr Sally, vozíčkář |
| Allen Danziger  | Jerry                                    |
| William Vail    | Kirk                                     |
| Teri McMinn     | Pam                                      |
| Edwin Neal      | stopař                                   |
| Jim Siedow      | pumpař a hlava rodiny kanibalů           |
| Gunnar Hansen   | Leatherface                              |
| John C. Dugan   | kmet v rodině kanibalů                   |

## Děj
Sally Hardesty (hraje Marilyn Burns) cestuje dodávkovým automobilem se svým bratrem – vozíčkářem Franklinem (hraje Paul A. Partain) a dalšími třemi přáteli Jerry (hraje Allen Danziger), Kirkem (hraje William Vail) a Pam (hraje Teri McMinn) do Texasu na rodinnou usedlost. Z místního hřbitova je hlášen vandalismus, některé hroby byly vyrabovány a na jednom podstavci se našla torza těl přidrátovaných k sobě. Cestou naberou stopaře, přestože tento vypadá podezřele. Ještě podivněji se chová, vypráví o své zálibě v usmrcování zvířat, záměrně se pořeže na ruce a řízne i Franklina. Posádka dodávky je šokovaná, ale rychle jej vyhodí z vozu a pokračuje v jízdě. Zastaví u benzínové stanice k doplnění paliva, avšak pumpař (hraje Jim Siedow) údajně nemá benzín, cisterna má přijet během dne nebo ráno. Zve skupinku přátel na jídlo. Ti odmítají a vydávají se k domu Hardestových.
Po příjezdu k usedlosti se Kirk a Pam chtějí jít vykoupat do nedaleké zátoky. Místo toho dojdou k domu, kde chce Kirk vyptat benzín, u domu totiž pracuje benzinový agregát. Kirk klepe na dveře a volá, ale zevnitř se nikdo neozývá. Na zápraží najde zub a ukáže ho Pam. Ta se vyleká a přesedne si na houpačku před domem. Kirk jde dovnitř, kde zpoza rohu vykročí Leatherface (hraje Gunnar Hansen) a zabije ho. Pam je nervózní, když se Kirk nevrací a následuje ho do domu. Všude na zdech jsou vystaveny lebky zvířat, v jedné místnosti Pam čeká hrůzostrašná podívaná – vidí lidské ostatky, slepici zavřenou v těsné kleci a nábytek vyzdobený kostmi, které se povalují i všude kolem. Když se pokusí utéct, Leatherface ji chytne a nabodne na hák.

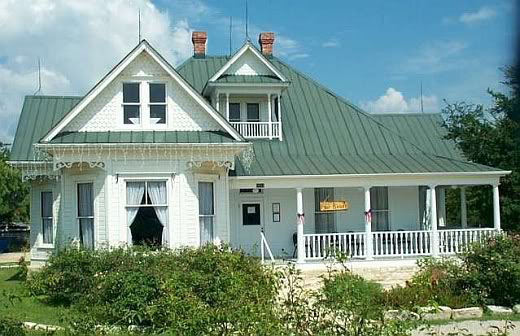
Dům, který posloužil pro natáčení filmu Texaský masakr motorovou pilou. Poté se z něj stala restaurace.

Dvojice se nevrací do západu slunce, Jerry se jde po svých přátelích podívat. I on dojde k děsivému domu a objeví na zápraží plášť, jenž patří Kirkovi nebo Pam. Vejde dovnitř a uslyší klepání z mrazáku. Otevře jej a zevnitř se vzpřímí polomrtvá Pam. V ten moment k němu přiskočí Leatherface, srazí ho tupou zbraní k zemi a vtlačí Pam zpět do mrazáku.
Když padne tma, Sally a Franklin začínají mít vážné obavy. Volají do tmy jména svých přátel, ale nikdo se neozývá. Vystrašený Franklin navrhuje přivolat pomoc, ale Sally je rozhodnuta podívat se po okolí. Franklin ji následuje na vozíku s baterkou, když se ze tmy vynoří Leatherface a motorovou pilou jej rozřeže. Zděšená Sally prchá pryč a namíří si to přímo do jeho domu. Tam spatří v horním patře starou ženu v rozkladu a nehybného starce, který nejeví známky života. Před svým pronásledovatelem vyskočí z okna a utíká k benzínové stanici. Leatherface zmizí a pumpař se snaží Sally uklidnit příslibem pomoci. Pak ji ale sváže, naloží do pick-upu a odveze do domu. Přijíždí zrovna ve stejnou chvíli, kdy domů dorazí stopař, kterého skupinka svezla. Ukáže se, že je to mladší bratr Leatherface.
Leatherface s bratrem přitáhnou z horního patra starce (hraje John Dugan), který nakonec není mrtvý. Rozříznou Sally prst a dají mu ho do úst, děd saje její krev. Během noci se rozhodnou, že by Sally mohl zabít on, bývalý řezník na jatkách. Kmet však nemá sílu a kladivo mu padá z ruky. Sally se podaří vyklouznout a utíká k silnici. Stopař a Leatherface s motorovou pilou ji pronásledují, stopaře přejede projíždějící kamion. Jeho řidič chce pomoci zkrvavené Sally, když na něj zaútočí Leatherface. Řidič jej trefí hasákem do hlavy, Leatherface upadne a pila mu poraní nohu. Sally se podaří uniknout na nákladovém prostoru projíždějícího pick-upu, zatímco frustrovaný Leatherface máchá na silnici motorovou pilou.

## Inspirace a kritické odezvy
Film Texaský masakr motorovou pilou je považován za jeden z nejlepších a nejkontroverznějších hororových filmů , jenž výrazně ovlivnil žánr. Richard Zoglin z časopisu Time v roce 1999 napsal, že film „založil nové standardy pro slashery“. Britské noviny The Times jej zařadily do seznamu 50 nejkontroverznějších filmů všech dob.
Leatherface si získal pověst charakteristické postavy v hororu  používající běžné nářadí jako vražedné zbraně a s image robustního vraha postrádajícího osobnost. Christopher Null z portálu Filmcritic.com uvedl, že „Leatherface se svou motorovou pilou se stal stejnou ikonou jako Freddy Krueger se svými čepelemi nebo Jason Voorhees se svou hokejovou maskou“. Don Summer nazval film klasikou, která nejenže představila nového zloducha, ale zároveň ovlivnila celou generaci filmařů. Podle Rebeccy Ascher-Walshové z amerického časopisu Entertainment Weekly položil Texaský masakr motorovou pilou základy pro budoucí hrůzné série jako např. Halloween, The Evil Dead a Záhada Blair Witch. Režisér Ridley Scott jej uvádí jako inspiraci pro svůj film Vetřelec. Francouzský režisér Alexandre Aja jej jmenuje jako vlivného činitele na svou ranou tvorbu. Muzikant a tvůrce hororových filmů Rob Zombie jej rovněž považuje za inspiraci pro své dílo, zejména filmu Dům tisíce mrtvol z roku 2003.